# Île Howe

L' Île Howe è un'isola dell'arcipelago sub-antartico delle isole Kerguelen, appartenente alle Terre australi e antartiche francesi. Si trova a nord dell'Île Foch, e non distante dall'Île MacMurdo. 

## Geografia
L'isola ha una misura massima di lunghezza di circa 8 kilometri. Nel corso del suo primo viaggio (1928-1929), Edgar Aubert de la Rüe la descrisse come " isola triste e senza bellezza. Poco elevata, di un profilo morbido, l'isola Howe è composta da un susseguirsi di colline grigiastre e monotone, circondate da torbiere. Le sue coste sono basse e rocciose, orlate da D'Urvillea, alghe potenti e di forte resistenza". Il punto più alto dell'isola è una collina, denominata Mont des Moutons che si eleva fino a 245 metri.

## Toponimo
Il nome le fu dato da James Cook, nel 1776, nel corso del suo passaggio a Port-Christmas. Il visconte Lord Howe era, ai tempi, comandante delle truppe britanniche in America del Nord.

## Storia
L'isola è stata esplorata da Pierre Decouz, il 22 dicembre 1912. Decouz notò come l'isola fosse la migliore dell'arcipelago, per quanto riguardava l'allevamento. Veniva stimata una capacità per 10 000 animali da lana.

## Fauna
Le sue coste sono frequentate da importanti colonie di elefanti marini, che furono decimati da cacciatori americani, giunti dalla Nuova Inghilterra, nel corso della seconda metà del XIX secolo.
In seguito della visita del naturalista Étienne Peau, nel 1924, col decreto del 3 gennaio 1925 l'isola, assieme alle vicine isole Mac Murdo e Briand,  venne denominata in parco nazionale per  la salvaguardia degli elefanti marini. Ciò non impedì il protrarsi della caccia, come denunciò, nel 1954, Edgar Aubert de la Rüe.
Infestata da conigli, introdotti dagli stessi cacciatori, l'isola non presenta, invece, vegetazione folta. Negli anni '20 del XX secolo vennero introdotte, senza successo, delle pecore.
L'isola, assieme all'Île Foch, all'Île Saint-Lanne Gramont, così come le Île MacMurdo, Île Briand, Îles Dayman e le Îlots Hallet, sono state identificate, da BirdLife International come un Important Bird and Biodiversity Area (IBA), soprattutto per la presenza di uccelli marini. È stimato in 29 il numero di specie che nidificano sull'isola.